# 幸福城市
《幸福城市》（英語：Cities of Last Things），是一部於2018年上映的劇情片。由李鴻其、高捷、石頭、丁寧、Louise Grinberg、謝章穎領銜主演，2018年10月26日於台灣上映。同年12月13日、12月20日分別於香港及新加坡上映，2019年7月10日於法國上映。
入圍第55屆金馬獎四大獎項：最佳原著劇本（何蔚庭）、最佳男配角（李鴻其）、最佳女配角（丁寧）及最佳新演員（謝章穎），榮獲最佳女配角獎。

## 劇情
一個平凡的男人，在三個不同季節的夜晚，經歷了他人生三個重大的轉變。
2049年，老張與妻子玉芳住在名為「幸福城市」的高科技安養中心，先進智能的生活提供了老人所需的一切，也包括疏離與孤獨。‭ ‬在那裡的一個寒冬夜晚，老張回顧自己的一生，卻只有遺憾，究竟是誰造成的？回想四十年前那個悶濕的夏夜，小張回家撞見妻子與副分隊長志偉不堪的一幕，原本以為努力擁有的幸福美滿，卻換來憤怒與羞辱。他只想逃離這個家。不料在街頭晃蕩時巧遇逃家少女Ara，兩個寂寞的靈魂注定要交會。
這夜晚和Ara的邂逅，就像他十八歲那個下著雨的夜晚一樣難忘。高中生小小張因為偷機車被扣留在警局，而遇見神秘女子王姐（王秋霞 小张母亲）。當時仍然單純的小小張，並沒有想到這個夜晚會是他遺憾的開始。

## 演員列表

### 主要演員
- 李鴻其 飾 張冬陵(小張)
- 高捷 飾 張冬陵(老張)
- 丁寧 飾 王姐
- 謝章穎 飾 張冬陵(小小張)
- 石頭 飾 志偉
- Louise Grinberg 飾 Ara
- 劉瑞琪 飾 玉芳(中年)
- 尹馨 飾 老張女兒
- 黃璐 飾 玉芳(青年)

### 其他演員
| - 林明森 飾 張家俊 - 劉亮佐 飾 活動中心警衛 - 王淮仲 飾 菜鳥刑警 - 吳坤達 飾 阿凱 - 宋少卿 飾 副分局長 - 涂百鋒 飾 便衣刑警 - 洪連辰 飾 便衣刑警 - 施名帥 飾 刑警小何 - 段鈞豪 飾 刑警小姚 - 李辰翔 飾 刑警小六 - 于樂誠 飾 刑警小七 - 夏靖庭 飾 阿龍 黃浩詠 飾警員 |

## 歌曲
- 主題曲：〈愛不要給太多〉
  - 詞、曲：洪光達 / 馬兆駿
  - 唱：劉文正 / 許佳麟

## 迴響

### 評價
知名韓國導演李滄東代表評審團頒發第43屆多倫多國際影展「站台」競賽單元（Platform Prize） 首獎時說評：「《幸福城市》是一部非常動人的電影，導演利用對社會與政治的批判將多種類型編織在一起，不僅展現出高超的技巧，同時也能保持以人為本的敘事核心。我們認為這部電影的精神非常完美地貼近現實生活。」；《法國世界報》（Le Monde）也評比該片「 "Mysterious and seductive. A film to watch."  神秘而誘人，一部推薦必看的電影。」
資深影評人兼廣播主持人藍祖蔚則說道「《幸福城市》讓我驚豔！三段式同心圓倒敘法，讓人看到饒富趣味的戲劇解謎；劇本讓每個角色都有好戲，堪稱是今年最完整也最精彩的集體表演。」導演易智言與資深媒體人王雅蘭則分別表示「《幸福城市》拓展電影的邊界，大膽挑釁，是今年非常厲害的台灣電影。」「《幸福城市》是今年最好&最好看的台灣電影，沒有之一。」

## 獎項及提名

### 第55屆金馬獎
| 年份 | 獎項         | 提名者 | 結果 |
| ---- | ------------ | ------ | ---- |
| 2018 | 最佳男配角   | 李鴻其 | 提名 |
| 2018 | 最佳女配角   | 丁寧   | 獲獎 |
| 2018 | 最佳新演員   | 謝章穎 | 提名 |
| 2018 | 最佳原著劇本 | 何蔚庭 | 提名 |

### 第43屆多倫多國際影展
| 年份   | 獎項     | 提名者       | 結果 |
| ------ | -------- | ------------ | ---- |
| 2018年 | 站台首獎 | 《幸福城市》 | 獲獎 |

### 第13屆亞洲電影大獎
| 年份 | 獎項       | 提名者 | 結果 |
| ---- | ---------- | ------ | ---- |
| 2019 | 最佳女配角 | 丁寧   | 提名 |
| 2019 | 最佳新演員 | 謝章穎 | 提名 |

### 青年電影手冊
| 年份 | 獎項         | 提名者       | 結果 |
| ---- | ------------ | ------------ | ---- |
| 2018 | 最佳女配角   | 丁寧         | 獲獎 |
| 2018 | 年度華語十佳 | 《幸福城市》 | 獲獎 |

### 第11屆法國波恩國際警匪電影節
| 年份   | 獎項       | 提名者       | 結果 |
| ------ | ---------- | ------------ | ---- |
| 2019年 | 評審團大獎 | 《幸福城市》 | 獲獎 |

### 第37屆布魯塞爾國際奇幻影展
| 年份   | 獎項       | 提名者       | 結果 |
| ------ | ---------- | ------------ | ---- |
| 2019年 | 特別推薦獎 | 《幸福城市》 | 獲獎 |

### 義大利米蘭Through the looking glass 科幻奇幻影展
| 年份   | 獎項     | 提名者       | 結果 |
| ------ | -------- | ------------ | ---- |
| 2019年 | 最佳影片 | 《幸福城市》 | 獲獎 |

### 第21屆台北電影獎
| 年份 | 獎項         | 提名者                     | 結果 |
| ---- | ------------ | -------------------------- | ---- |
| 2019 | 最佳劇情長片 | 《幸福城市》               | 提名 |
| 2019 | 最佳導演     | 何蔚庭                     | 提名 |
| 2019 | 最佳男主角   | 李鴻其                     | 提名 |
| 2019 | 最佳男配角   | 高捷                       | 提名 |
| 2019 | 最佳女配角   | 丁寧                       | 提名 |
| 2019 | 最佳新演員   | 謝章穎                     | 提名 |
| 2019 | 最佳攝影     | Jean Louis Vialard、孫紀明 | 提名 |
| 2019 | 最佳美術設計 | 廖晏舟、廖建安             | 提名 |
| 2019 | 最佳聲音設計 | 杜篤之、江宜真             | 獲獎 |

## 外部連結
- 幸福城市的Facebook專頁
- 互联网电影数据库（IMDb）上《幸福城市》的资料（英文）